# Magyari Lajos (színművész)
Magyari Lajos András, 1911-ig Ungár Lajos (Kiskunfélegyháza, 1877. május 13. – Budapest, 1922. május 25.) színész.

## Életútja
Ungár Bernát kereskedő és Taub Anna (1833–1896) fiaként született. Tanulmányait Kiskunfélegyházán kezdte, majd Budapesten fejezte be. Solymosi Elek színésziskoláját végezte, 1897-ben Simándy Zsigmondnál lépett a pályára. Játszott Kecskeméten, Kassán, Pécsett és Szegeden, leginkább komikus szerepeket. 1910-ben a Modern Színpad Kabaré tagja lett, itt öt évig működött. Ezután a Király Színház kötelékébe lépett. 1917. január 23-án az Apolló Kabaréhoz hívták meg. Halálát tüdőlob okozta.
Első neje Schvalb Mária színésznő, akivel 1903. október 5-én lépett házasságra Szegeden. Második neje Guthi Soma író leánya, Margit volt, akivel 1920. július 31-én Szegeden kötött házasságot.

## Színműve
- A komédiás, színmű 3 felvonásban, Kassa, 1908